# 산후아니코 대교
산후아니코 대교(San Juanico Bridge)는 길이 2,600m에 달하는 필리핀에서 두 번째로 긴 다리이다. 필리핀 중부 비사야 제도에 있는 두 개의 큰 섬 사마르섬과 레이테섬을 나누는 산후아니코 해협 사이를 잇는다. 마르코스 정권 하의 1969년부터 일본의 원조(전시 보상)로 건설되어 1973년에 완성되었다.

## 개요
다리는 강철 구조로, 그 모양은 직선이 아니라 완만한 S자 모양을 그리며 해협을 지나고 있다. 다리 경간(기둥 사이))의 수는 43개로 중앙부는 트러스 교량이 해협을 가로 질러있다. 최고점은 바다에서 41m 높이이다. 레이테섬 쪽은 섬의 중심 도시 타크로반 시를 잇고 있고, 사마르섬 쪽은 산타 리타 마을이 연결된다. 산후아니코 다리에서 바라 보는 경치는 훌륭하고, 많은 소용돌이가 있는 산후아니코 해협에 떠있는 수많은 섬들을 굽이돌면서 넘어가는 다리의 형태를 볼 수 있다. 타크로반 시 중심에서 지프니, 버스, 모터 택시(일제 트럭 화물칸을 좌석으로 개조한 차량), 자가용 등으로 다리까지 10분 정도이다.
2015년 현재 1976년 완공된 칸다바 비아덕트(Candaba Viaduct)에 이어 필리핀에서 두번째로 긴 다리이다.

## 갤러리

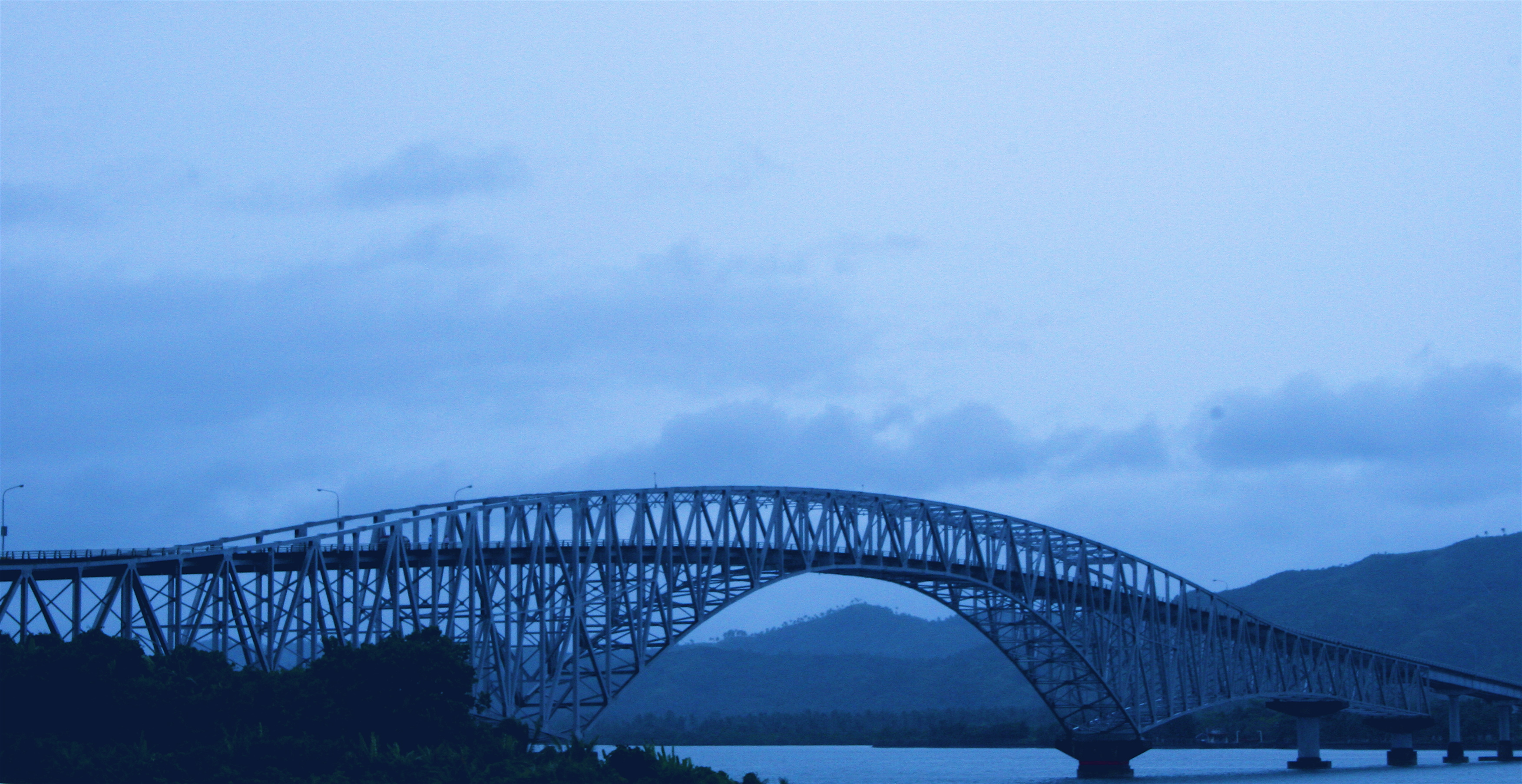
산후아니코 대교
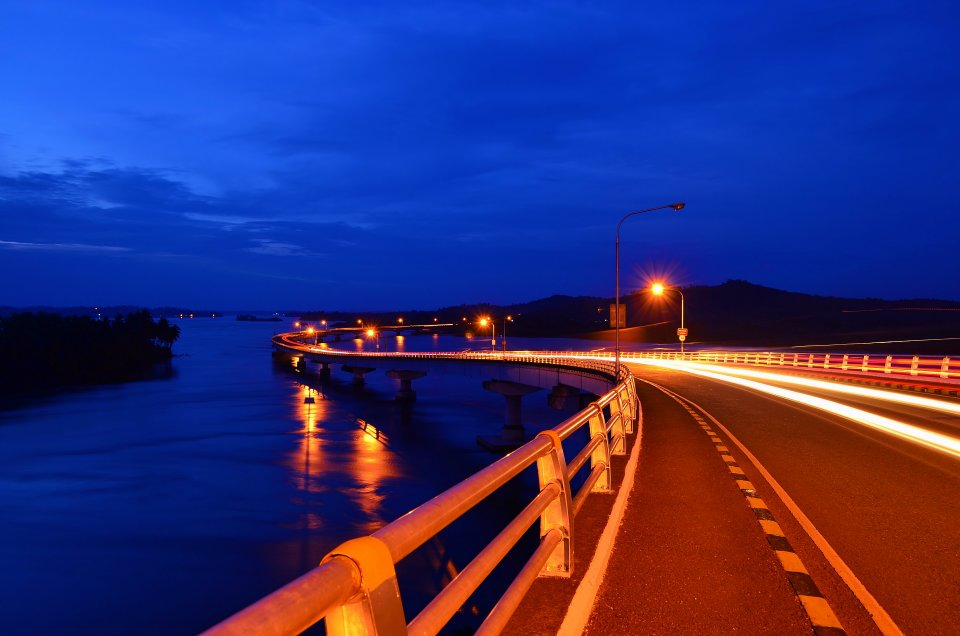
산후아니코 대교 야경